# Premiers records de cyclisme sur piste

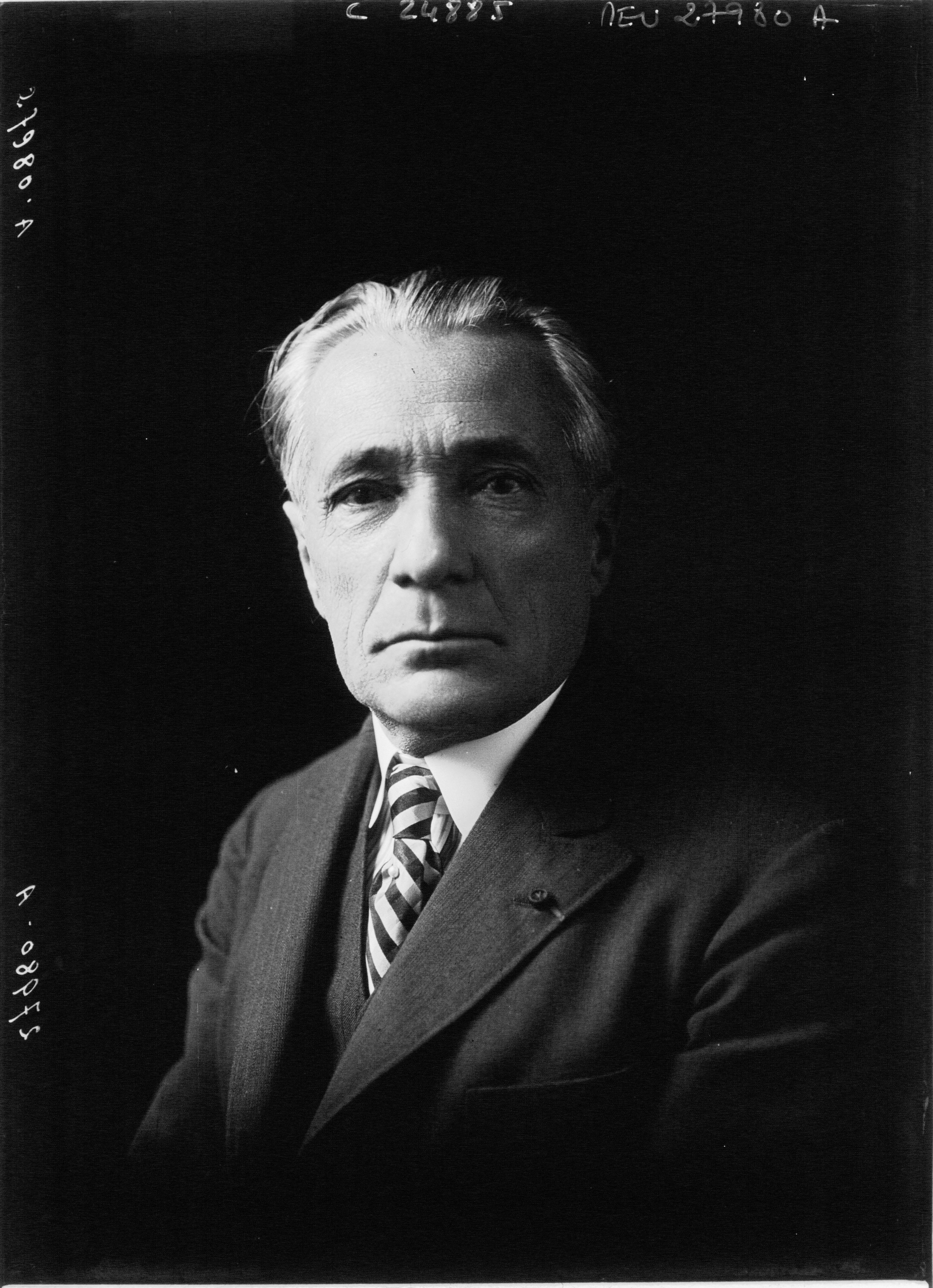
Henri Desgrange

Les premiers records du monde cyclistes sur piste, sans entraîneur, datent certainement de 1893. Date à laquelle, Henri Desgrange inscrivait son nom au palmarès des records mondiaux des 50 km et 100 km le 11 aout 1893 au vélodrome Buffalo.
Le 1er janvier 1993, soit cent ans plus tard, l'union cycliste internationale est passée de 88 à 22 records du monde toutes catégories, hommes et femmes réunis. En France, la fédération française de cyclisme passe de 136 records à 29.
L'évolution de ces records mondiaux.
En 1900, cinq fédérations nationales, de Belgique, des États-Unis, de France, d'Italie et de Suisse représentaient le cyclisme mondial.

## Record du monde des50km
| Date       | Coureur         | Nationalité | Temps              | Lieu       |
| ---------- | --------------- | ----------- | ------------------ | ---------- |
| 11/08/1922 | Alcide Rousseau | France      | 1 h 12 min 3 s 1/5 | Le Creusot |
|            | Alfredo Binda   | Italie      | en attente         |            |
| 1936       | Maurice Richard | France      | en attente         | Arcachon   |

## Record du monde des60km
| Date       | Coureur         | Nationalité | Temps           | Lieu                     |
| ---------- | --------------- | ----------- | --------------- | ------------------------ |
| 11/08/1922 | Alcide Rousseau | France      | en attente      | Le Creusot               |
| 13/08/1938 | Maurice Richard | France      | 1 h 26 min 45 s | Antony-La Croix de Berny |

## Record du monde des70km
| Date       | Coureur         | Nationalité | Temps               | Lieu                     |
| ---------- | --------------- | ----------- | ------------------- | ------------------------ |
| 11/08/1922 | Alcide Rousseau | France      | en attente          | Le Creusot               |
| 13/08/1938 | Maurice Richard | France      | 1 h 42 min 34 s 3/5 | Antony-La Croix de Berny |

## Record du monde des2 heures
| Date       | Coureur         | Nationalité | Distance  | Lieu       |
| ---------- | --------------- | ----------- | --------- | ---------- |
| 11/08/1922 | Alcide Rousseau | France      | 80,635 km | Le Creusot |

## Record du monde des100km
| Date       | Coureur           | Nationalité | Temps               | Lieu                                |
| ---------- | ----------------- | ----------- | ------------------- | ----------------------------------- |
| 28/07/1892 | Jules Dubois      | France      | 3 h 03 min 52 s     | Vélodrome                           |
| 24/10/1897 | Bresson           | France      | 2 h 53 min 38 s     | Vélodrome de Dijon                  |
| 20/10/1898 | Capelle           | France      | 2 h 49 min 58 s 4/5 | Vélodrome de Dijon                  |
| 06/09/1907 | Hervy             | France      | 2 h 45 min 46 s     | Vélodrome Buffalo                   |
| 11/08/1922 | Alcide Rousseau   | France      | 2 h 30 min 39 s     | Vélodrome de Montporcher au Creusot |
| 04/11/1937 | Andrea Piubello   | Italie      | 2 h 29 min 15 s     | Vélodrome Maspes-Vigorelli          |
| 23/11/1937 | Carmine Saponetti | Italie      | 2 h 27 min 44 s     | Vélodrome Maspes-Vigorelli          |
| 01/09/1938 | Jean Malaval      | France      | 2 h 27 min 25 s     | Vélodrome Antony-La Croix de Berny  |
| 27/10/1938 | Andrea Piubello   | Italie      | 2 h 26 min 21 s     | Vélodrome Maspes-Vigorelli          |
| 03/11/1938 | Carmine Saponetti | Italie      | 2 h 23 min 36 s     | Vélodrome Maspes-Vigorelli          |
| 17/11/1939 | Andrea Piubello   | Italie      | 2 h 22 min 41 s     | Vélodrome Maspes-Vigorelli          |
| 03/11/1940 | Carmine Saponetti | Italie      | 2 h 21 min 04 s     | Vélodrome Maspes-Vigorelli          |
| 09/11/1942 | Fiorenzo Magni    | Italie      | 2 h 20 min 54 s     | Vélodrome Maspes-Vigorelli          |
| 03/06/1960 | Fusar Imperatore  | Italie      | 2 h 20 min 36 s     | Vélodrome[réf. nécessaire]          |
| 19/09/1965 | Ole Ritter        | Danemark    | 2 h 19 min 01 s     | Vélodrome de Rome                   |

Sources.

## Record du monde des10 Milles
| Date       | Coureur         | Nationalité | Temps           | Lieu       |
| ---------- | --------------- | ----------- | --------------- | ---------- |
| 04/09/1923 | Alcide Rousseau | France      | 22 min 38 s 4/5 | Le Creusot |

## Record du monde des20 Milles
| Date       | Coureur         | Nationalité | Temps           | Lieu       |
| ---------- | --------------- | ----------- | --------------- | ---------- |
| 04/09/1923 | Alcide Rousseau | France      | 45 min 25 s 1/5 | Le Creusot |